# Chrysocentris infuscata
Chrysocentris infuscata is een vlinder uit de familie parelmotten (Glyphipterigidae). De wetenschappelijke naam van deze soort is voor het eerst geldig gepubliceerd in 1940 door Ghesquière.
De soort komt voor in tropisch Afrika.